# Заборув (Підкарпатське воєводство)
Заборув (пол. Zaborów) — село в Польщі, у гміні Чудець Стрижівського повіту Підкарпатського воєводства.
Населення — 1074 особи (2011).
У 1975-1998 роках село належало до Ряшівського воєводства.

## Демографія
Демографічна структура станом на 31 березня 2011 року:
|          | Загалом | Допрацездатний вік | Працездатний вік | Постпрацездатний вік |
| -------- | ------- | ------------------ | ---------------- | -------------------- |
| Чоловіки | 548     | 123                | 359              | 66                   |
| Жінки    | 526     | 102                | 301              | 123                  |
| Разом    | 1074    | 225                | 660              | 189                  |